# 三兴镇 (依安县)
三兴镇，是中华人民共和国黑龙江省齐齐哈尔市依安县下辖的一个乡镇级行政单位。

## 行政区划
三兴镇下辖以下地区：
保卫村、卫东村、东安村、裕民村、全新村、三兴村、东兴村和保国村。